# Bossburg
Bossburg az Amerikai Egyesült Államok északnyugati részén, Washington állam Stevens megyéjében elhelyezkedő kísértetváros.

## Lábnyomok
1969. november 24-én a városi szeméttelepen egy nő egy emberszabású lény deformálódott lábfejének nyomait vélte felfedezni. November 27-én René Dahinden megvizsgálta a lábnyomokat, azonban azokat addigra a kirándulók letaposták. Dahindenhez később Bob Titmus is csatlakozott.
Két hétnyi kutatás után Dahinden és Ivan Marx a közeli Roosevelt tónál 1089 darab lábnyomot talált a hóba taposva. A vizsgálathoz később Grover Kantz antropológus, Roger Patterson operatőr és a titkára, Dennis Jenson is csatlakozott. Az elkészült fényképeket és videókat John Napier primatológus és Jeff Meldrum antropológus vizsgálták.
A nyomok Dahindent is lenyűgőzték, azonban ő több szempont miatt is gyanakodott. Miután elhaladtak egy terepjáró mellett, Ivan Marx kiszállította utasait, mivel állítása szerint egy új nyomot találtak, és el kell mennie a fényképezőgépéért. Mire visszaértek, a jármű eltűnt. Dahinden végül elhitte a nyomok valódiságát.

## A településhez köthető álhírek

### Az elfogott nagylábú
1970 januárjában a nagylábú-észlelések miatt a településre látogatóknak Joe Metlow bányakutató azt állította, hogy egy elhagyatott bányában elfogott egy nagylábút. Az aukcióba később John Green kanadai nagylábú-kutató és újságíró is bekapcsolódott. Mivel Metlow ezer dollárért senkinek nem mutatta meg a nagylábút, licitháború kezdődött; a legmagasabb felajánlott összeg 55 ezer dollár volt.

### Lábfej a fagyasztóban
Joe Metlow később azt állította, hogy az elfogott nagylábú lábfeje a fagyasztójában van; ez újabb licitháborút eredményezett. Metlow később megváltoztatta állításait, és lemondott egy találkozót, ahol a lehetséges vevők megtekinthették volna az aukció tárgyát.

### A lefilmezett nagylábú
Kilenc hónappal később, 1970 októberében Ivan Marx felhívta René Dahinden, és azt mondta neki, hogy videóra vette a nagylábút, ezáltal a nagylábúban hívők között újabb licitháború kezdődött. Peter Byrne gyermekek információi alapján felkereste a helyszínt, azonban megfigyelései alapján sem a körülmények, sem az állítólagos nagylábú magasssága nem felelhet meg a Marx által megadott információknak. Később tovább vizsgálták a filmet, így annak hitelességét egyre többen kérdőjelezték meg. Az esetről később Byrne és Michael McLeod is részletesen beszámolt.

## Fordítás
Ez a szócikk részben vagy egészben  a   Bossburg, Washington című angol Wikipédia-szócikk ezen változatának fordításán alapul.  Az eredeti cikk szerkesztőit annak laptörténete sorolja fel. Ez a jelzés csupán a megfogalmazás eredetét és a szerzői jogokat jelzi, nem szolgál a cikkben szereplő információk forrásmegjelöléseként.